# Novoukraiinka, Trosteaneț
Novoukraiinka (în ucraineană Новоукраїнка) este un sat în comuna Nîțaha din raionul Trosteaneț, regiunea Sumî, Ucraina.

## Demografie
Componența lingvistică a localității Novoukraiinka
     Ucraineană (94,29%)
     Rusă (5,71%)
Conform recensământului din 2001, majoritatea populației localității Novoukraiinka era vorbitoare de ucraineană (94,29%), existând în minoritate și vorbitori de rusă (5,71%).